# Никандър Папайоану
Никандър Папайоану (на гръцки: Νίκανδρος или Παπανίκανδρος), е гръцки духовник, архимандрит, и революционер, деец на Гръцката въоръжена пропаганда в Македония от началото на XX век.

## Биография
Роден е на 12 март 1877 година като Анастасиос Папайоану (Αναστάσιος Παπαϊωάννου) в кариотското село Голям Буялък, Каваклийско. Завършва училище в родното си село Работи като учител в Голям Буялък и на Халки. Учи в Семинарията на остров Халки и на 23 февруари 1900 година се записва в Юридическия факултет на Атинския университет. От 1903 до 1906 година е учител в кариотското село Козлуджа, България, където развива активна прогръцка дейност. В 1903 година основава в селото Гръцкото благотворително братство „Кариатис Артемис“.
Поради преследвания от страна на българските власти е принуден да бяга в Османската империя и се установява в Дойран, където преподава в гръцкото училище от 1908 до 1909 година. Присъединява се към Гръцката въоръжена пропаганда в Македония и в 1908 година Централният комитет в Атина го изпраща в мъгленското градче Съботско като директор на местното гръцко училище. По заповед на солунското гръцко консулство е ръкоположен за свещеник, замонашва се под името Никандър и е назначен за архиерейски наместник в Мъглен. Същевременно ръководи андартска чета с 14 души гъркомани от Бахово и 6 от Църнешево. Обявен е за агент от I ред.
Участва с четата си в Балканската война (1912 - 1913) и влиза с нея пръв в Съботско. През Първата световна война е заловен от германците, които го предават на българските власти и той е затворен.
Архимандрит Никандър се установява в Енидже Вардар в 1932 година на улица „Аделфи Папайоану“ № 42. В 1939 година подава оставка по здравословни причини от архиерейското наместничество на Мъглен и се оттегля в имението си в източната част на града, дадено му от гръцката държава за заслугите му в така наречената Македонска борба. Освен това от земята освободена при пресушаването на Ениджевардарското езеро му са отпуснати 200 декара обработваема земя. В собствеността му в Енидже Вардар има османска постройка, вероятно джамия или мавзолей, която в 1948 година архимандрит Никандър превръща в църквата „Света Параскева“. В 1951 година той дарява храма, аязмото и целия парцел на Воденската и Пелска митрополия. Църквата функционира като манастир около четиридесет години и има помощни помещения и конаци. От октомври 1995 година храмът е енорийска църква, а до него има гробище.
Архимандрит Никандър умира на 5 май 1966 година в Енидже Вардар. Погребан е до „Света Параскева“.